# 岡部長職
岡部 長職（おかべ ながもと、1855年1月4日〈嘉永7年/安政元年11月16日〉- 1925年〈大正14年〉12月27日）は、和泉国岸和田藩の第13代（最後）の藩主。明治・大正時代の政治家・外交官。英国公使館参事官、外務次官、司法大臣、東京府知事、枢密顧問官、法律取調委員会会長などを歴任。岸和田藩岡部家14代。官位は正二位勲一等子爵。

## 略歴
嘉永7/安政元年11月（1855年1月）、岸和田藩11代藩主岡部長発の長男として、江戸藩邸にて生まれる。母は鳥居忠挙の娘。幼名は弥次郎。長発は長職が生まれた翌年2月に早世し、家督は伯父の長寛（筑前守）が継いだ。長職は長寛の養嗣子となり、成長後に家督を譲られることとなった。
旧暦・明治元年12月（1869年2月）、長職は伯父の隠居に伴い家督を継いだ（従五位下、美濃守）。明治2年6月（1869年7月）、版籍奉還により知藩事となり、藩政改革を行なったが、明治4年7月（1871年8月）の廃藩置県で免官となり、太政官の命により東京へ移住した。
1874年（明治7年）、慶應義塾に入塾、福澤諭吉が「行状宜敷人物」と評して1875年（明治8年）11月、渡米させる。1878年（明治11年）、リバイバリストのドワイト・ライマン・ムーディーの説教を聞いて回心し、キリスト教信仰を持つことになる（日本組合基督教会の新島襄と沢山保羅への手紙で故郷・岸和田での伝道を依頼、1885年に岸和田教会が誕生）。1879年（明治12年）よりイェール大学シェフィールド科学学校 Sheffield Scientific School で学んだが中退。1882年（明治15年）9月には渡英し、ケンブリッジ大学で学び、ヨーロッパ各国を歴訪した。1883年（明治16年）10月の帰国後は、三好退蔵の自宅での聖書研究会に参加していたが、近くの霊南坂教会（現・日本基督教団霊南坂教会）に合流して教会員となった。
1884年（明治17年）7月8日、子爵を叙爵。1886年（明治19年）3月に公使館参事官に任じられ、翌月には外務省条約改正掛を兼務。翌年12月に在英国公使館勤務を命じられ（翌月赴任）、臨時代理公使を務めた。1889年（明治22年）12月に外務次官に任じられ、1890年（明治23年）2月に帰国。同年7月10日には貴族院議員（子爵議員）にも選出された。青木周蔵外相の下、条約改正に尽力したが、1891年（明治24年）6月、前月の大津事件の責任をとる形で、特命全権公使に転任した（94年6月迄）。
1897年（明治30年）10月、高等官一等に叙せられ、東京府知事に任じられる（翌年7月迄）。この頃には貴族院会派・研究会の幹事長を務めるなど、貴族院議員の中心人物として活躍していた。そのため、1908年（明治41年）7月には第2次桂太郎内閣の司法大臣（11年8月迄）に任じられ、1911年（明治44年）の大逆事件では、その処理に努めた。1916年（大正5年）4月8日には枢密顧問官に任じられ、同月11日、貴族院議員を辞職した。
その他、鉄道会議議員（1894年）、鉄道国有調査会副会長（1899年）、南満洲鉄道株式会社設立委員（1906年）、臨時仮名遣調査委員会委員（1908年）、法律取調委員会会長（1908年）、学習院評議会会員（1916年）、宗秩寮審議官（1924年）、東京保善商業学校校長等の要職を歴任。晩年は一木喜徳郎と共に大正天皇の側近として宮内省にあった。
1925年（大正14年）12月27日、かねてより患っていた脳梗塞が再発し、72歳で死去。天皇・皇后より祭資が下賜された。墓所は東京都港区の青山墓地。
身の丈180cmを超えるという、いわゆる「六尺豊かな大男」であり当時としてはもちろん、現代日本人男子と比較しても大柄な人物であった。

## 栄典
位階
- 1887年（明治20年）12月26日 - 正五位
- 1890年（明治23年）1月16日 - 従四位[6]
- 1894年（明治27年）6月29日 - 正四位
- 1901年（明治34年）6月21日 - 従三位
- 1910年（明治43年）7月1日 - 正三位
- 1920年（大正9年）7月10日 - 従二位
- 1925年（大正14年）12月27日 - 正二位[7]

勲章等
- 1873年（明治6年）12月8日 - 木盃一個[8]
- 1906年（明治39年）4月1日 - 勲四等旭日小綬章[9]
- 1909年（明治42年）12月25日 - 勲三等瑞宝章[10]
- 1910年（明治43年）12月26日 - 勲二等瑞宝章[11]
- 1912年（大正元年）8月1日 - 韓国併合記念章[12]
- 1916年（大正5年）4月1日 - 旭日重光章[13]
- 1920年（大正9年）6月25日 - 勲一等瑞宝章[14]
- 1925年（大正14年）12月27日 - 旭日大綬章[7]・帝都復興記念章[15]

## 家族
- 父：岡部長発（1834年 - 1855年）
- 母：鳥居忠挙の娘

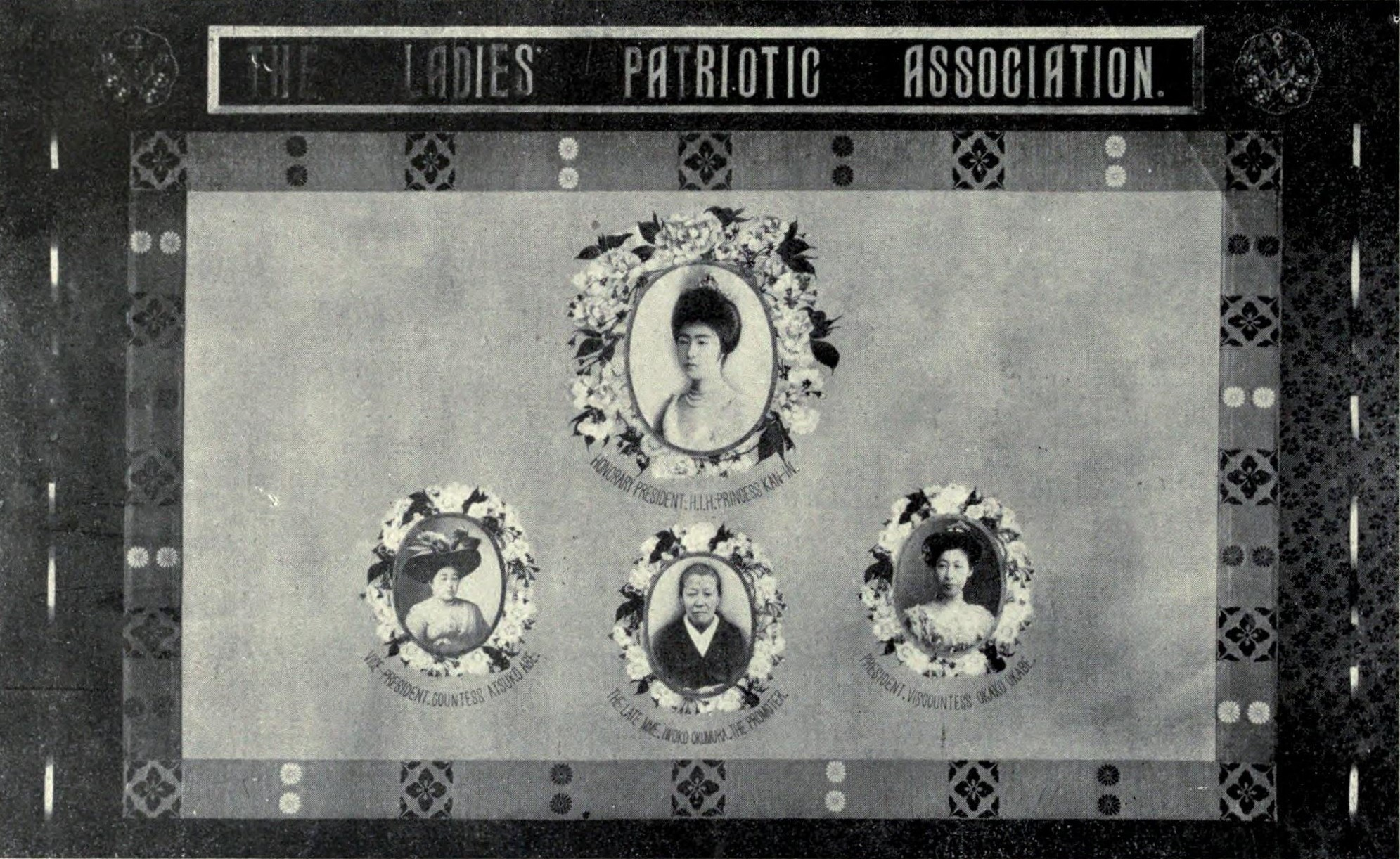
妻の坻子（右下）。愛国婦人会長

- 養父：岡部長寛（1809年 - 1887年）
- 最初の妻：錫子 - 青山幸哉の娘
  - 長女：清子（すがこ） - 戸田忠義の妻、のち離縁
  - 女子：鍾子（まさこ） - 井上辰九郎の妻
  - 長男：岡部長景（1884年 - 1970年）
- 2番目の妻：坻子（おかこ、1867年 - 1943年） - 前田斉泰の四女
学習院卒業[16]、有栖川宮威仁親王妃慰子の叔母にあたり、1892年に長職と結婚、1909年には愛国婦人会長就任[17]。
- 生母不明の子女
  - 長男：岡部長景 - 東条英機内閣のもとで文部大臣となっている。
  - 三男：村山長挙（1894年 - 1977年） - 村山龍平（朝日新聞創設者）の婿養子
  - 女子：栄子（さきこ） - 三井弁蔵（三井高明長男）の妻
  - 三女：豊子 - 尾高豊作の妻
  - 女子：盈子（みつこ） - 新井米男（新井領一郎長男）の妻
  - 男子：小林長世
  - 男子：長量
  - 女子：久子 - 川崎芳熊の妻
  - 男子：長建（ながたつ）
  - 男子：長伸
  - 八男：岡部長章（ながあきら） - 侍従・京都外国語大学教授を歴任

長景は加藤高明（三菱財閥の創業者・岩崎弥太郎の娘婿）の長女・悦子と結婚しており、長章は岩崎輝弥（岩崎弥之助の三男）の長女・妙子と結婚したので、岡部家は三菱の創業者一族・岩崎家と二重の姻戚関係を持っているといえる。